# 金斯頓邁恩斯 (伊利諾伊州)
金斯頓邁恩斯（英語：Kingston Mines）是一個位於美國伊利諾伊州皮奧里亞縣的城市。

## 地理
金斯頓邁恩斯的座標為40°33′29″N 89°46′19″W / 40.55806°N 89.77194°W，而該地的平均海拔高度為141米（即463英尺）。

## 人口
根據2010年美國人口普查的數據，金斯頓邁恩斯的面積為3.95平方千米，當中陸地面積為3.56平方千米，而水域面積為0.39平方千米。當地共有人口302人，而人口密度為每平方千米76.46人。